# Ungarische Badmintonmeisterschaft 2007
Die Ungarische Badmintonmeisterschaft 2007 fand Ende März 2007 in Debrecen statt.

## Sieger und Platzierte
| Disziplin    | Gold                         | Silber                                    | Bronze                              |
| ------------ | ---------------------------- | ----------------------------------------- | ----------------------------------- |
| Herreneinzel | Henrik Tóth                  | Kristóf Horváth                           | Csaba Szikra                        |
| Herreneinzel | Henrik Tóth                  | Kristóf Horváth                           | Attila Kaposi                       |
| Dameneinzel  | Krisztina Ádám               | Sarolta Varga                             | Orsolya Varga                       |
| Dameneinzel  | Krisztina Ádám               | Sarolta Varga                             | Csilla Gondáné Fórián               |
| Herrendoppel | Kristóf Horváth Csaba Retkes | Henrik Tóth Péter Kapitány                | Márk Szent-Andrássy Attila Kaposi   |
| Herrendoppel | Kristóf Horváth Csaba Retkes | Henrik Tóth Péter Kapitány                | András Sinka Csaba Szikra           |
| Damendoppel  | Orsolya Varga Sarolta Varga  | Edina Kisvári Krisztina Ádám              | Zita Bánhegyi Zsófia Horváth        |
| Damendoppel  | Orsolya Varga Sarolta Varga  | Edina Kisvári Krisztina Ádám              | Csilla Gondáné Fórián Zsuzsa Czifra |
| Mixed        | Csaba Szikra Krisztina Ádám  | Márk Szent-Andrássy Csilla Gondáné Fórián | Ákos Károlyi Boglárka Újvári        |
| Mixed        | Csaba Szikra Krisztina Ádám  | Márk Szent-Andrássy Csilla Gondáné Fórián | Márton Szatzker Sára Fekete         |